# Дьеблен
Дьебле́н  или Диблинг (фр. Diebling) — коммуна во французском департаменте Мозель региона Лотарингия. Относится к кантону Беран-ле-Форбаш.	

## География
Дьеблен расположен в 60 км к востоку от Меца. Соседние коммуны: Тантелен на севере, Каданбронн и Нуссвиллер-Сен-Набор на северо-востоке, Мецен и Андлен на востоке, Фаршвиллер на юго-западе, Эбрен на северо-западе.

## История
- Входил в сеньорат Форбаш, затем в сеньораты Пюттеланж, Нассо, Варсбер, в 1624 году принадлежал принцу Фальсбургскому.

## Демография
По переписи 2008 года в коммуне проживало 1636 человек.	

## Достопримечательности
- Церковь Сен-Ванделен 1826 года.